# بوهل ایرکرفت
بوهل ایرکرفت (انگلیسی: Buhl Aircraft) شرکت هوافضای آمریکایی است، که در سال ۱۹۲۵ تأسیس شد.